# Промислова будівля

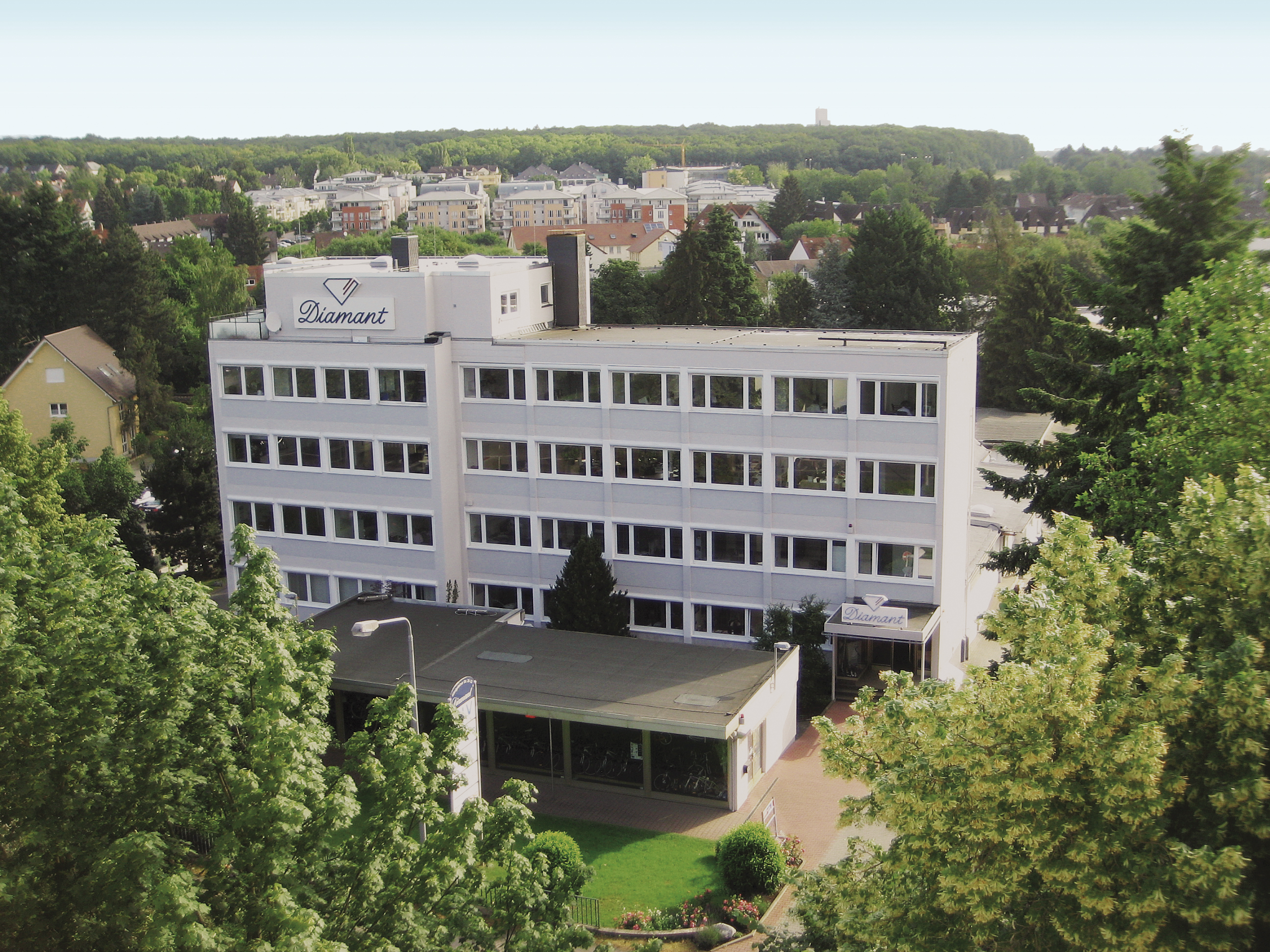
Сучасна промислова будівля.

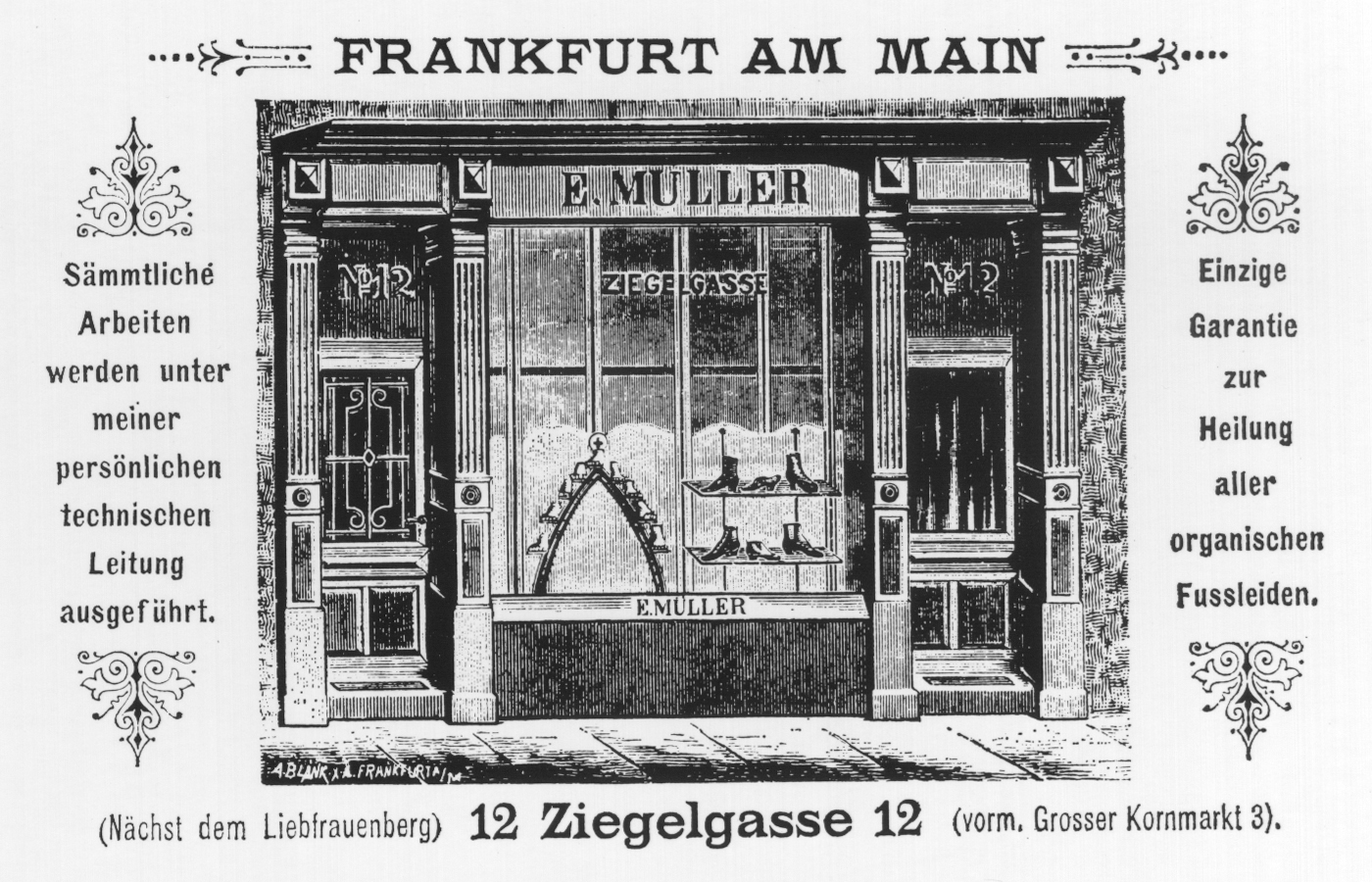
Рання (стара) промислова будівля.

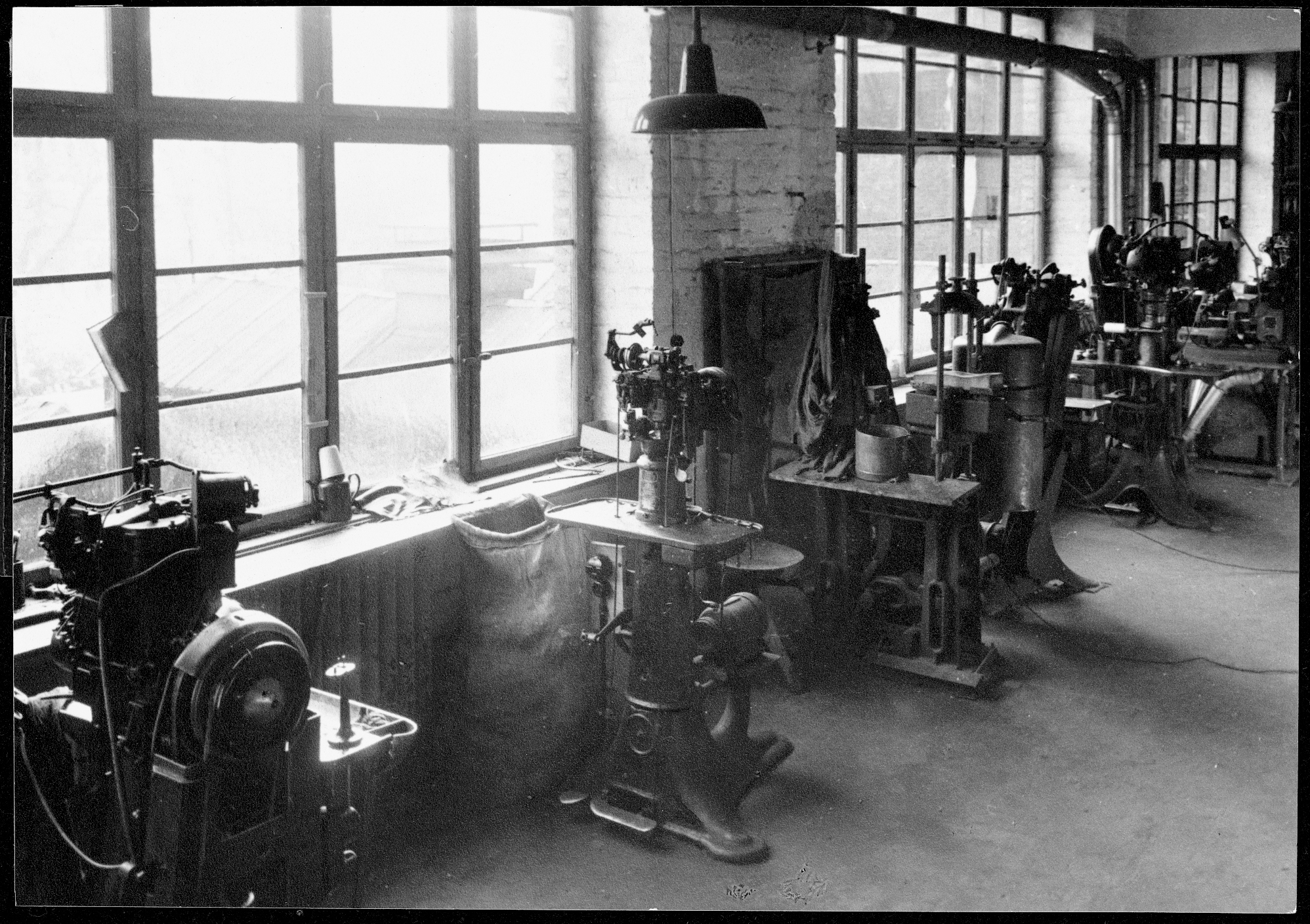
Фабрика Angulus-Patos у Франкфурті.

Промислові будівлі — будівлі, які призначені для розміщення промислових підприємств і забезпечують необхідні експлуатаційні вимоги та життєдіяльність людей, що зайняті у виробничому процесі, а також необхідні умови для експлуатації технологічного устаткування.

## Загальна характеристика
Проектують і будують будівлі згідно з Єдиною модульною системою (ЄМС), що являє собою звід правил координації розмірів об’ємно-планувальних і конструктивних елементів будинків і споруд на базі єдиного модуля. Основний модуль позначають буквою М, він дорівнює 100 мм. Відповідно до вимог ЄМС номінальні розміри і взаємне розташування об’ємно-планувальних і конструктивних елементів, будівельних елементів і обладнання приймають кратним основному модулю або його похідним: укрупненому модулю, що складається з декількох основних, або дробовому модулю, що складається з частини основного. Застосування ЄМС сприяє типізації і стандартизації в проектуванні і виробництві будівельних елементів.
План будинку розділяють осьовими лініями на ряд елементів, що визначають положення основних і огороджуючих конструкцій. Ці лінії називають координаційними осями. Відстань між сусідніми координаційними осями в подовжньому напрямку називається відстанню – В0, у поперечному напрямку – прольотом – L0 . Частина будинку з розмірами, що дорівнюють висоті поверху Н0, прольоту L0 і відстані В0, називається об’ємно-планувальним елементом, а його горизонтальна проєкція – планувальним елементом.
Промислові будівлі і споруди бувають одноповерхові, багатоповерхові і змішаної поверховості.
У сучасному промисловому будівництві широке застосування мають одноповерхові багатопрольотні будинки. Одноповерхові будинки характеризуються досить легкою організацією технологічних процесів з використанням для переміщення вантажів найбільш економічного горизонтального транспорту, простою системою контролю і управління виробничим процесом, добрим зв’язком між виробничими приміщеннями різного призначення, рівномірною освітленістю робочих місць ліхтарями, можливістю більш простого дотримання необхідних температурно-вологісних параметрів і повітрообміну в приміщеннях. 
Багатоповерхові будинки мають в основному каркасну конструкцію. Вирішальним у визначенні доцільності застосування багатоповерхових виробничих будинків є транспортні схеми руху матеріалів і виробничого процесу, а також умови раціонального розміщення обладнання. Технологічна схема визначає об’ємно-планувальні рішення багатоповерхового будинку. При цьому виробничі процеси необхідно прагнути організувати так, щоб приміщення однорідні за внутрішнім режимом і вимогами, компонувалися по горизонталі (на одному рівні) або по вертикалі (одне під іншим). Таке компонування дозволяє за допомогою систем інженерного забезпечення і необхідного підйомно-транспортного обладнання легше створити необхідні умови праці і виробництва.
Найбільш поширені багатоповерхові будинки з балковими конструкціями перекриттів, сіткою колон 6х6 і 6х9 м і поверхами висотою 4,8 і 6 м. При проектуванні будинків різних галузей промисловості враховується специфіка виробництва. Багатоповерхові будинки збагачувальних фабрик проектують з урахуванням таких особливостей: наявністю важкого великогабаритного провисаючого обладнання; великих навантажень на перекриття; забезпечення розвинутих систем внутрішньоцехових комунікацій і транспорту (трубопровідного, конвеєрного, кранового); наявності великого числа прорізів у перекриттях і стінах для провисаючого обладнання і його монтажу, комунікацій, вентиляційних систем; необхідності інтенсивного гідроприбирання просипів і пилу; забезпечення міні-мального числа обслуговчого персоналу.
Будівлі змішаної поверховості являють собою поєднання зв’язаних одна з одною одноповерхових будівель (прольотів) великої ширини і висоти (25 – 50 м) і приєднаних до них багатоповерхових.
У промисловому будівництві геометричні параметри  будівель – модульна відстань колон по поперечних координаційних осях (ширина прольоту), модульна відстань по подовжніх координаційних осях (відстань колон) і модульна висота поверху приймаються відповідно до вимог нормативів.

## Історія
Як самостійний тип будівлі промислова будівля з'явилися в епоху промислової революції - спершу в Англії у другій половині XVIII ст. і далі будувалися повсюдно в Європі та Америці впродовж XIX ст..  Саме в цей час з розвитком мануфактури і промисловості виникла потреба у великих приміщеннях для розміщення машин і обслуговуючого їх персоналу. Спершу промислові будівлі були прямокутними в плані, з цегельними або кам'яними стінами і дерев'яними перекриттями - наприклад, фабрика Стратта і Ніда в Белпере (Дербішир), Велика Британія, 1771]. Переважали суто утилітарні раціоналістичні рішення: протяжний масив необштукатурених стін, пілястри, іноді з поясами фігурної кладки, яка використовувалася для декору. 
Сучасні промислові будівлі мають великі прольоти, велику висоту приміщень, облаштовані підвісним і технологічним устаткуванням. Конструкція будівлі має бути надійною, довговічною і найбільш економічною. Промислові будівці враховують ступінь агресивності виробничого середовища, пожежонебезпечність, вибухонебезпечність виробництва.
Сьогодні у архітектурі промислових будівель належна увага приділяється сучасному промисловому дизайну як інтер'єру так і екстер'єру, використання в облицюванні фасадів сучасних і технологічних матеріалів, створенню комфортної робочої середовища всередині будівлі для співробітників з дотриманням санітарних норм, естетичних та інших вимог.
До спеціальних проомислових будівель належать шахтні копри, естакади (наприклад, конвеєрні) тощо.